# Yiğit Koçak
Bilal Yiğit Koçak (* 12. Oktober 1995 in Samsun) ist ein türkischer Schauspieler.

## Leben und Karriere
Koçak wurde am 12. Oktober 1995 in Samsun geboren. Er besuchte das Anadolu Lisesi. Danach studierte er an der Bahçeşehir Üniversitesi.
Sein Debüt gab er 2017 in der Fernsehserie Seni Kimler Aldi. Anschließend bekam Koçak 2019 eine Rolle in Kimse Bilmez. Außerdem wurde er 2020 für die Serie Gel Dese Aşk gecastet. Seit 2021 spielt er in der Serie Kardeşlerim die Hauptrolle. Zudem wurde er 2022 bei den Altın Kelebek Awards als Bester Schauspieler nominiert.

## Filmografie
Serien
- 2017: Seni Kimler Aldi
- 2019: Kimse Bilmez
- 2020: Gel Dese Aşk
- seit 2021: Kardeşlerim

## Auszeichnungen

### Nominiert
- 2022: Altın Kelebek Award in der Kategorie „Bester Schauspieler“[4]